# Красний Партизан (Нижньосергинський район)
Кра́сний Партиза́н (рос. Красный Партизан) — присілок у складі Нижньосергинського району Свердловської області. Входить до складу Кленовського сільського оселення.
Населення — 5 осіб (2010, 3 у 2002).
Національний склад станом на 2002 рік: росіяни — 100 %.